# Louis Rousselet
Louis-Théophile Marie Rousselet (1845 — 1929) foi um viajante, escritor e fotógrafo francês. Seu trabalho fotográfico atualmente vale um alto preço. Muitos de seus desenhos e fotografias foram transformados em gravuras por outros.

## Vida
Filho único de um despachante rico, ele foi educado em Paris e Heidelberg. Ele fez explorações etnológicas e arqueológicas na Índia e no Himalaia, viajou para o Marrocos e foi secretário da Sociedade de Antropologia de Paris. Suas viagens inspiraram vários livros. Ele fez várias expedições arqueológicas no departamento francês do sul dos Pirenéus Orientais.

## Viagens na Índia

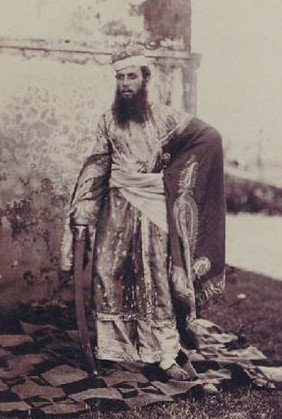
Retrato de Louís Rousselet vestido de índio. 1867

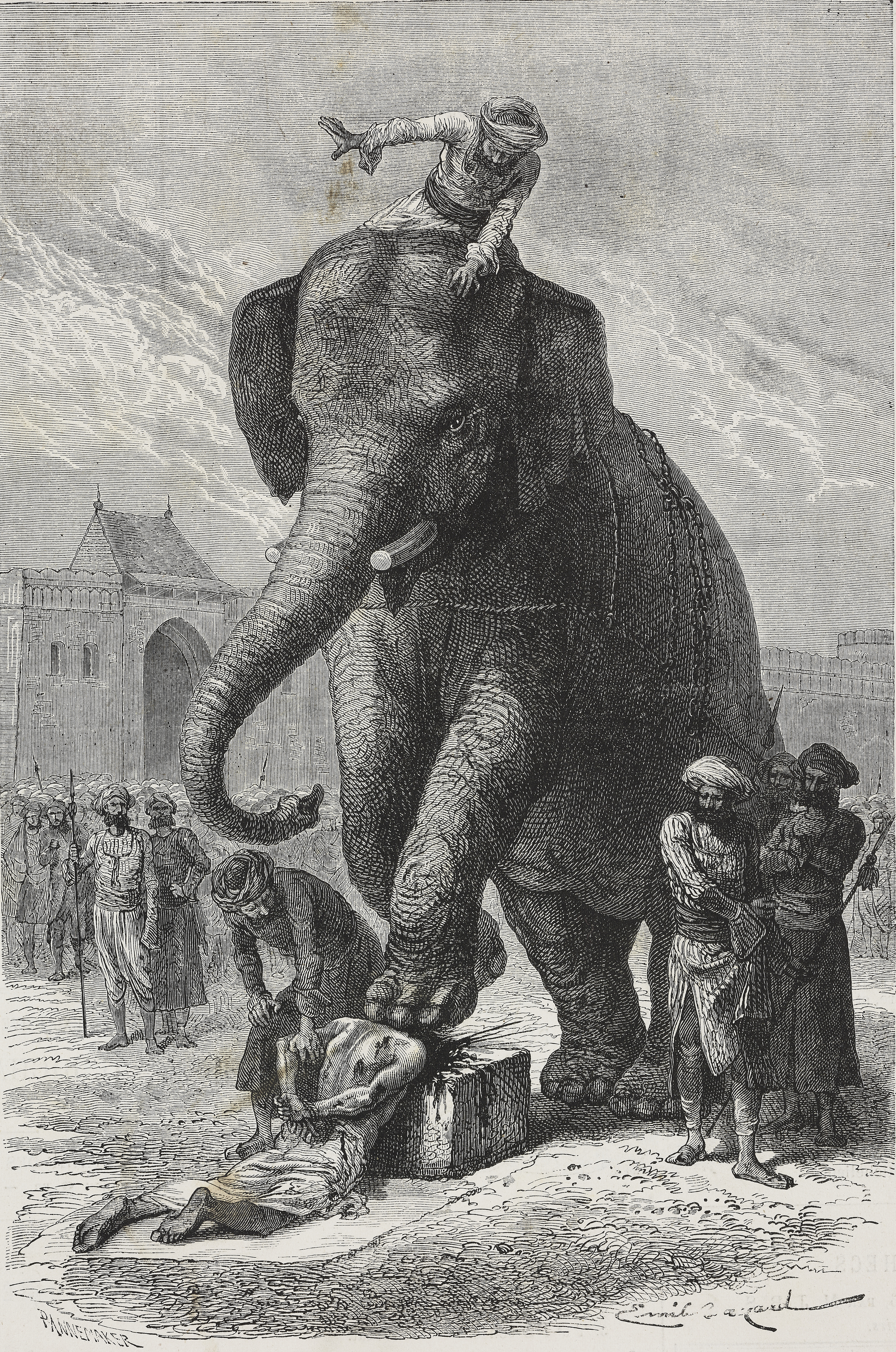
Esmagamento por elefante, uma execução descrita no "Le Tour du Monde" de Rousselet, 1868.

Ele esteve na Índia de 1864 a 1868 Ele passou muito tempo no centro da Índia (Alwar, Vadodara, Bhopal, Gwalior, Udaipur e várias outras cidades do Rajastão).
Roussellet escreveu: "Em 20 de junho de 1863 eu embarquei em Marselha a bordo do 'Vectis', um navio inglês com destino ao Oriente"; ele parou em Malta, Cairo e Aden, antes de embarcar no "Malta" pegando o Canal de Suez para Bombaim e Índia: "Pretendia visitar principalmente toda a região norte, que inclui, além da Presidência inglesa de Bengala, os estados feudais do Rajastão, Bundelcund, Goundwana, Panjabe e o Reino do Nepal". Ele chegou a Bombaim em 8 de julho de 1863.
Enquanto em Bombaim, ele conheceu "Jules Henri Jean Schaumburg" (1839-1886), um belga, que seria seu companheiro de viagem entre maio de 1865 e setembro de 1868. Mais tarde, Schaumburg foi nomeado artista do The Geological Survey of India, em Calcutá.
Sua intenção era fazer uma viagem de 6 meses, mas ele ficou 4 anos. Ele foi apenas o segundo fotógrafo (depois de Samuel Bourne) a fazê-lo. As fotografias de ambos os homens foram extensivamente transformadas em gravuras sem atribuição em muitos casos em todo o mundo.
Ao chegar na Índia, ele decidiu aprender fotografia (outubro de 1865) para complementar seus diários. depois de visitar as ruínas de Dabhoi, ele percebeu que seus esboços a lápis não estavam fazendo justiça à beleza da arquitetura e escultura elaboradas. Ele deveria escrever: "Foi ao ver essas obras geralmente desconhecidas em Dabhoi que me arrependi de não ter o poder de reproduzi-las pela fotografia, e senti que seria impossível continuar minhas explorações lucrativamente sem a ajuda dessa arte. Logo que voltei a Vadodara, dediquei-me seriamente a aprender fotografia; e com essa visão, adquiri de Bombaim todo o aparato necessário".
Ele tirou mais de 600 fotografias. Em seu retorno à França, publicou trechos de seu diário indiano, além de ilustrações em xilogravura, tiradas principalmente de seus esboços e fotografias em um jornal semanal francês Le Tour du Monde. Muitas das gravuras foram de Émile Thérond.

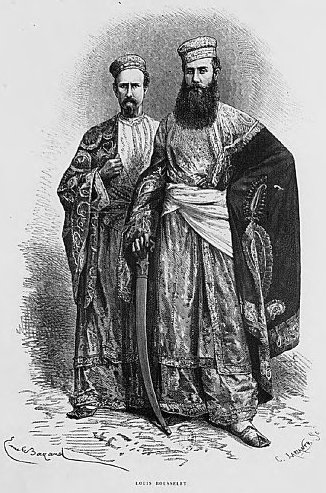
Louís Rousselet com Jules Henri Jean Schaumburg. 1867

Ele visitou o Palácio Bir Singh Dev e é o lago Datia (Lala ka Taal) (1867).
Quando chegaram em Bhopal, em 1867, a dupla foi presenteada com trajes de Sirdar: "Os trajes brilhantes encomendados pela rainha consistiam em longas túnicas de gaze de seda verde com relevo em ouro; vastas pantalonas de anáguas de cetim carmesim bordadas com prata, cintos de caxemira, de violeta e ouro, mantos de caxemira de cor escarlate profunda bordados com ouro e prata e, para coroar tudo, diademas de toque em ouro fino".
Ele visitou Varanasi em Uttar Pradesh e Deli em 1868.
Rousselet deixou a Índia pela última vez:
"[...] e em 1 de setembro de 1868, eu entrei no 'Labourdonnais' [...] Também tive que me despedir do meu bom e fiel companheiro (Schaumburg), que foi detido por novos projetos no país. Meu antigo portador Devi, o fiel servo que me seguiu por dois anos através de tantas fortunas boas e más, também estava lá, se desfazendo em lágrimas e abraçando meus joelhos. Finalmente chegou o momento da separação; o sino tocou; vi Schaumburg, e o velho portador saindo do barco e acenando para mim seu último adeus".

## Depois da Índia
De volta à França, em 1868, começou a trabalhar com a Goupil & Cie em um projeto de exposição intitulado "travel in India ML Rousselet", composto por cento e sessenta placas fotográficas. Esta publicação pretendia ser prestigiada, rara e cara. Infelizmente, o projeto em fase de conclusão foi abandonado quando a Guerra Franco-Prussiana de 1870 eclodiu. Rousselet foi então mobilizado e as oficinas de Goupil sofreram danos significativos. No entanto, permaneceu um conjunto extraordinário de fotografias de alta qualidade técnica e estética de Rousselet.
Em 1873, tornou-se editor-chefe do Le Journal de la jeunesse, da Hachette, uma revista semanal destinada a educar e divertir jovens com idades entre 10 e 15 anos; o advento da Primeira Guerra Mundial acabou com isso.
Ele também foi diretor do novo dicionário de geografia universal (Hachette) e membro da Sociedade para o Avanço da Ciência.
A publicação, em 1875, de Hachette, de seu diário, The Rajahs of India ("L'Inde des Rajas"), um compilado de suas anotações, desenhos e fotografias, foi um grande sucesso para um grande público.
Em 1876, ele se casou em Paris, com Thérèse Trotignon, eles teriam quatro filhos nascidos em 1877, 1878, 1881 e 1891. 
As fotografias de Rousselet são as imagens mais copiadas publicadas em todo o mundo na Índia do século XIX.
Sua coleção de fotografias e livro de viagem L'Inde des Rajahs: Voyage Dans l'Inde Centrale, dans les Presidences de Bombay et du Bengale (1875) documentaram a vida na corte. Outras fotografias eram de monumentos e templos.

## Morte
Rousselet morreu em Vineuil e foi enterrado em Bourré, Loir-et-Cher, na França. 

## Honras
- Legião de Honra (Chevalier)
- Palmas Acadêmicas

## Obras
- L'Inde des Rajas: voyage dans l'Inde centrale et dans les présidences de Bombay et du Bengale (1875)
- India and its Native Princes, éditions Chapman & Hall (1876)
- Les royaumes de l'Inde (1879)
- The Son of the Constable of France or the Adventures of Jean de Bourbon (1882)
- Nouveau dictionnaire de géographie universelle, with Vivien de Saint-Martin
- Au vieux pays de France (1906)
- Sur les confins du Maroc (1912)
- L'Inde: photographies de Louis Rousselet 1865 - 1868, Musée Goupil, 1992

## Coleção
- Museu d'Aquitaine, Bordeaux. O museu contém os arquivos (Musée Goupil) de Goupil & Cie, um dos maiores comerciantes e editores de arte do século XIX. A coleção inclui as fotografias indianas de Louis Rousselet (1865-1868)[16]

## Exposição
- 1996, Musée des beaux-arts et d'archéologie, Libourne
- 1992, Museu d'Aquitaine

## Galeria de fotografias

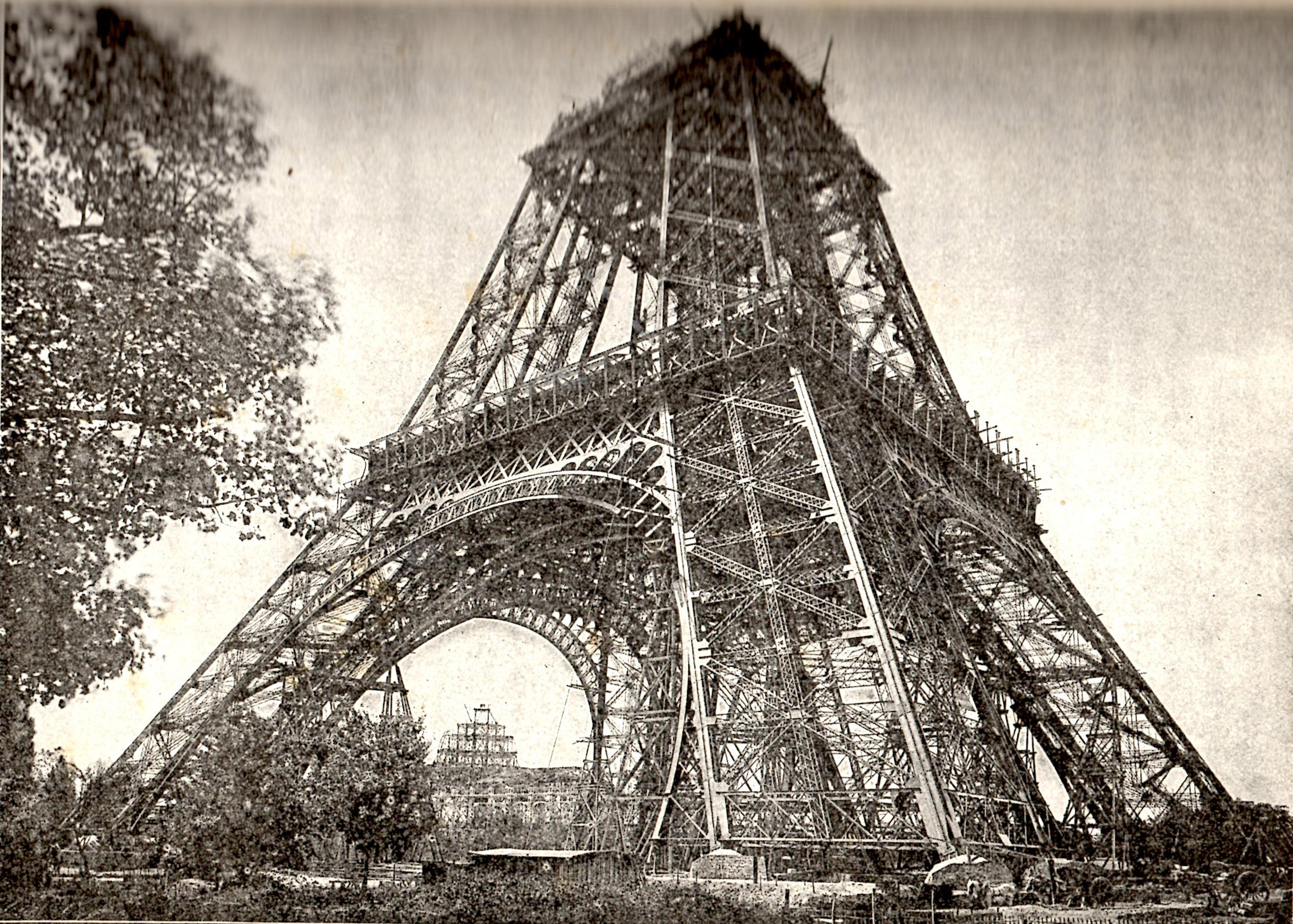
Torre Eifel após construção (1888)
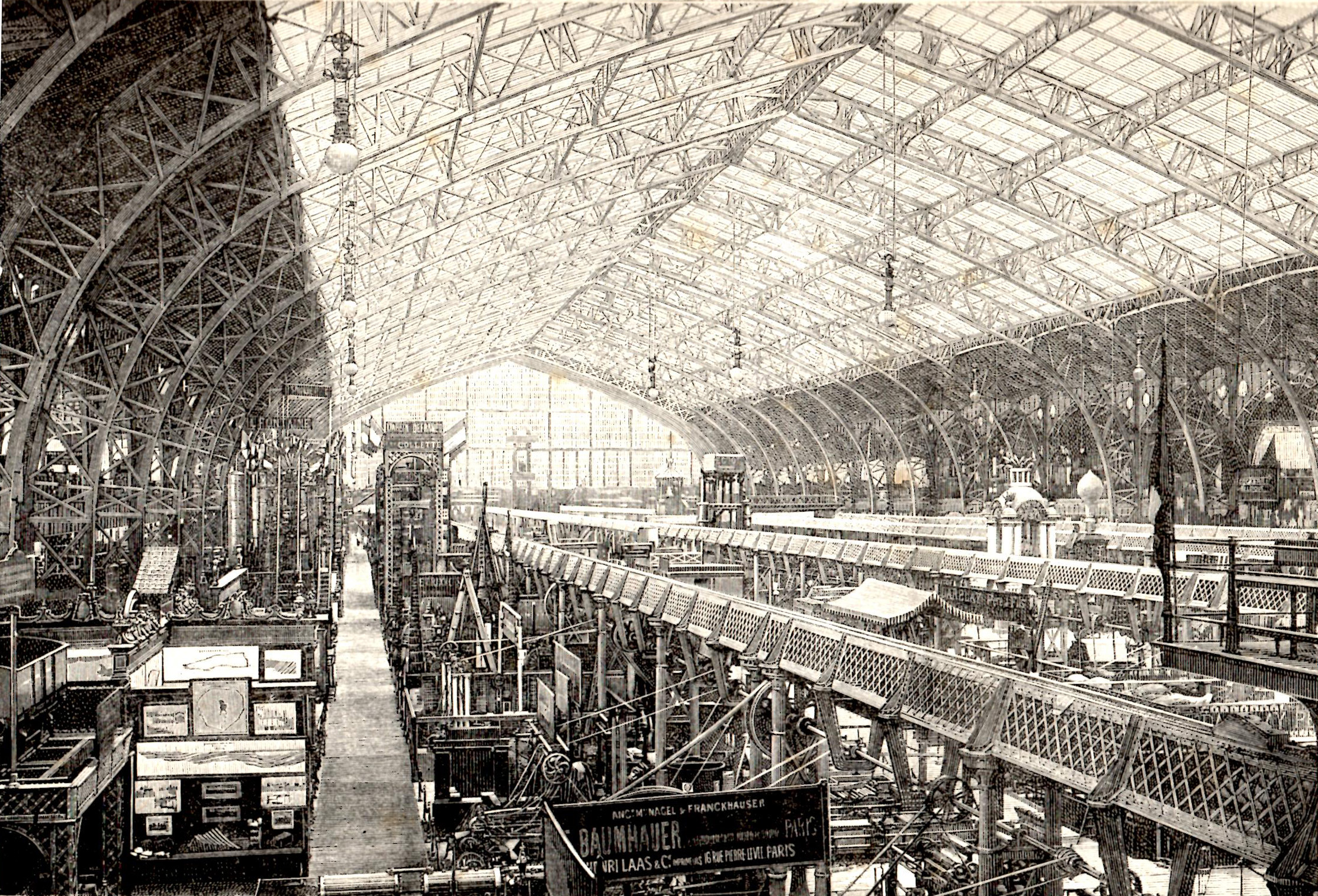
Galerie des Machines de l'Exposition Universelle (1889)
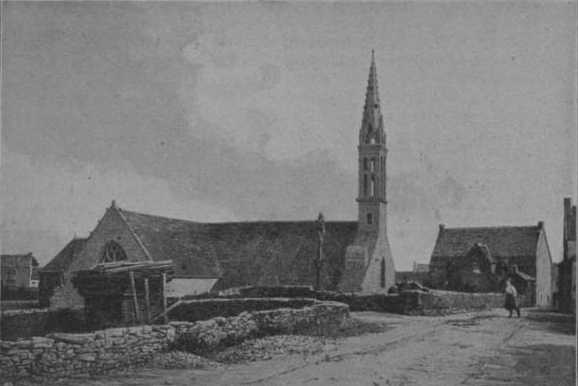
Eglise de Plozévet (1899)

## Galeria de obras após Rousselet

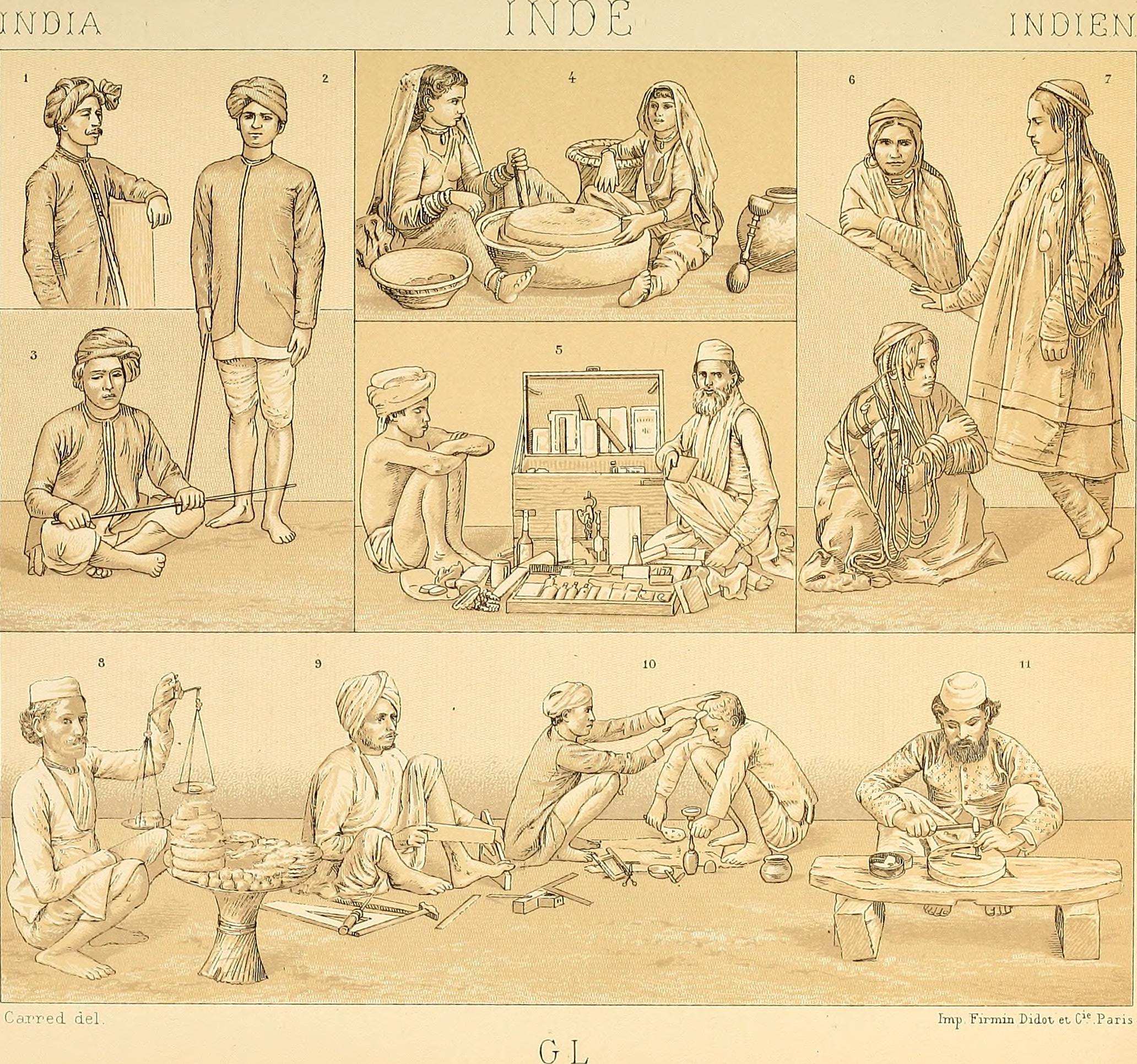
Trajes da Índia
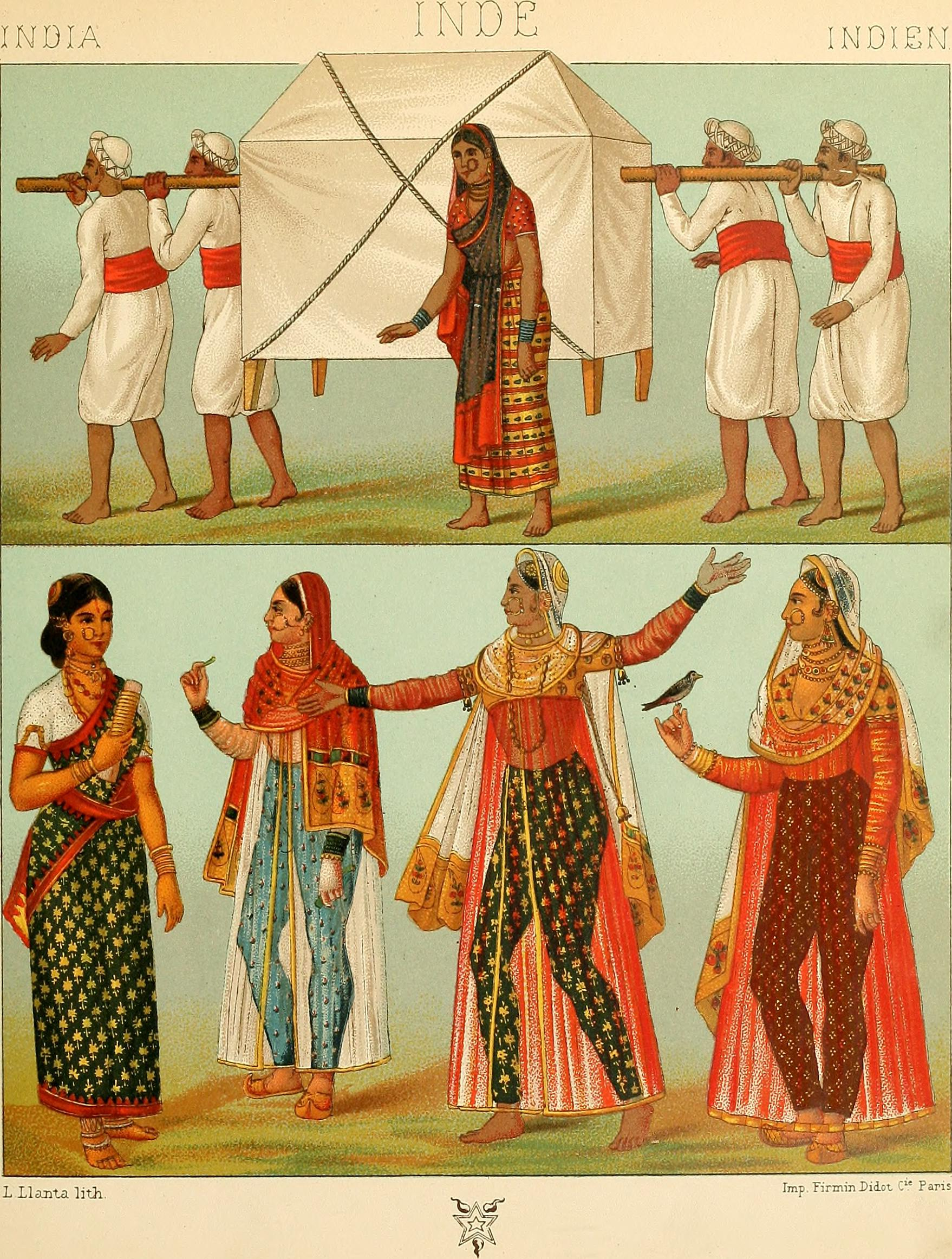
Trajes da Índia
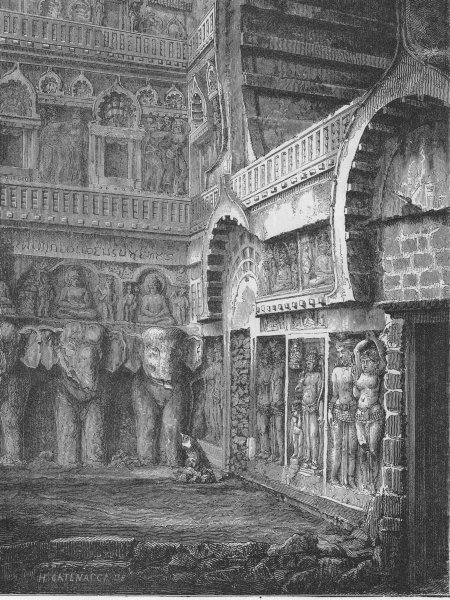
Baixo-relevo à esquerda, sob o portão de Karli
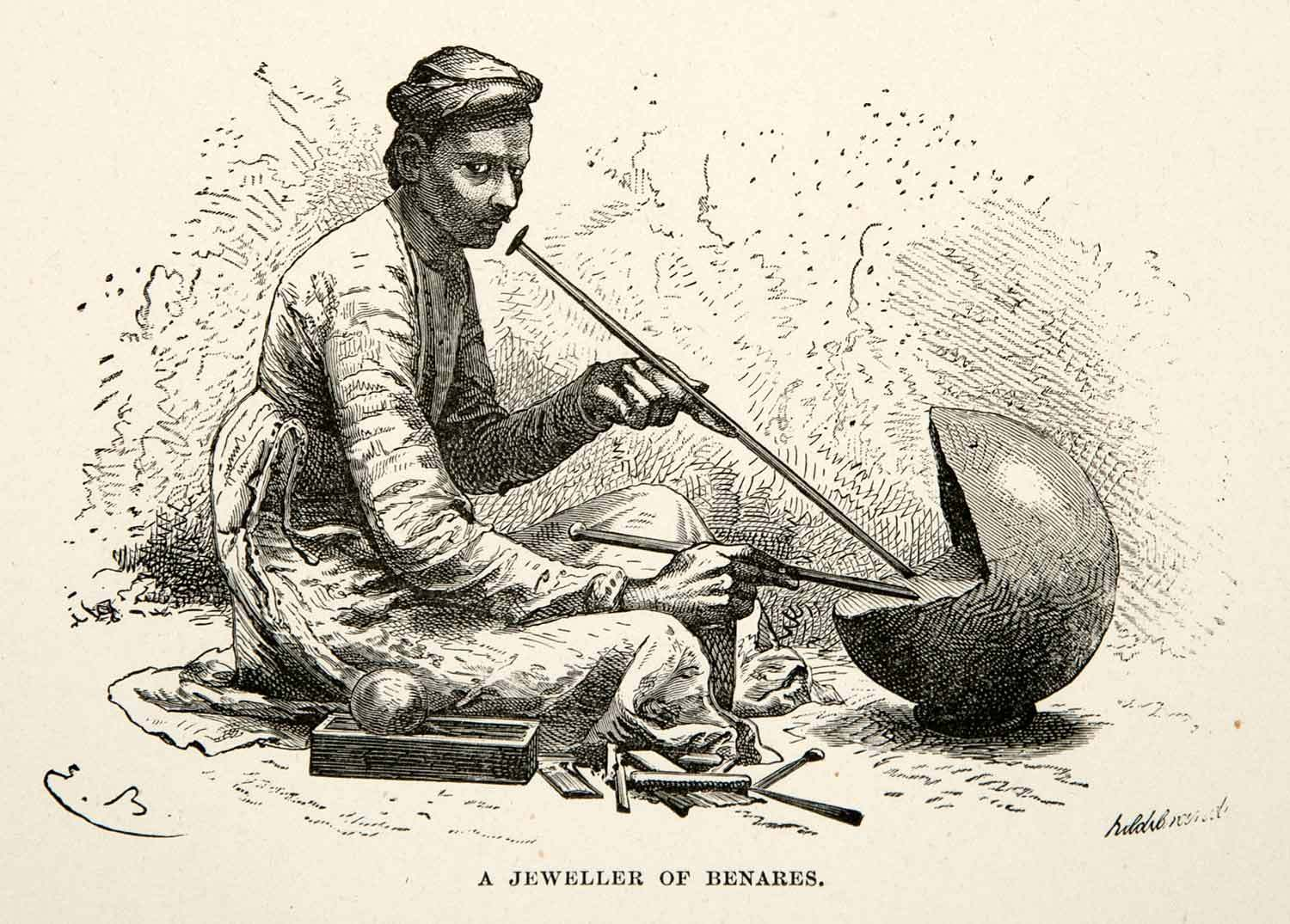
Joalheiro Hindoo
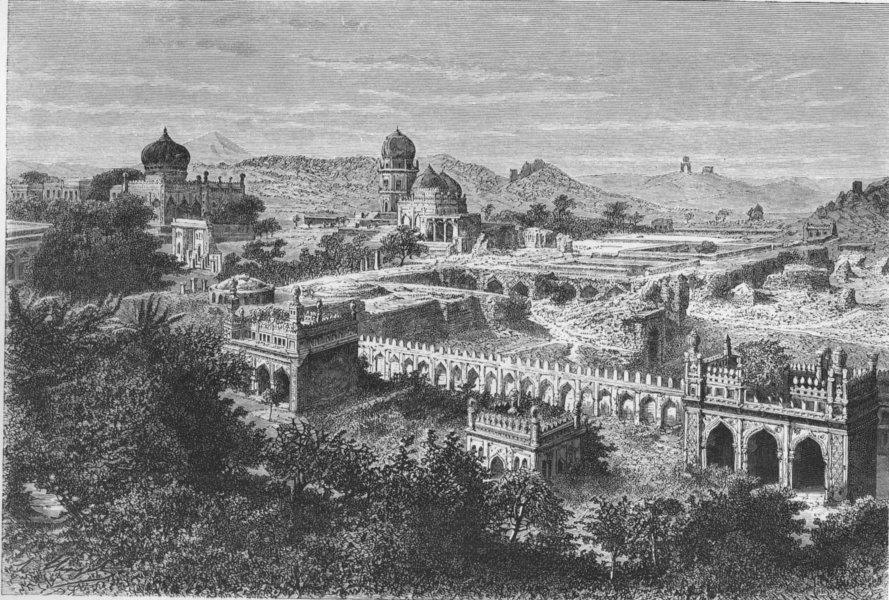
Golconda em 1878
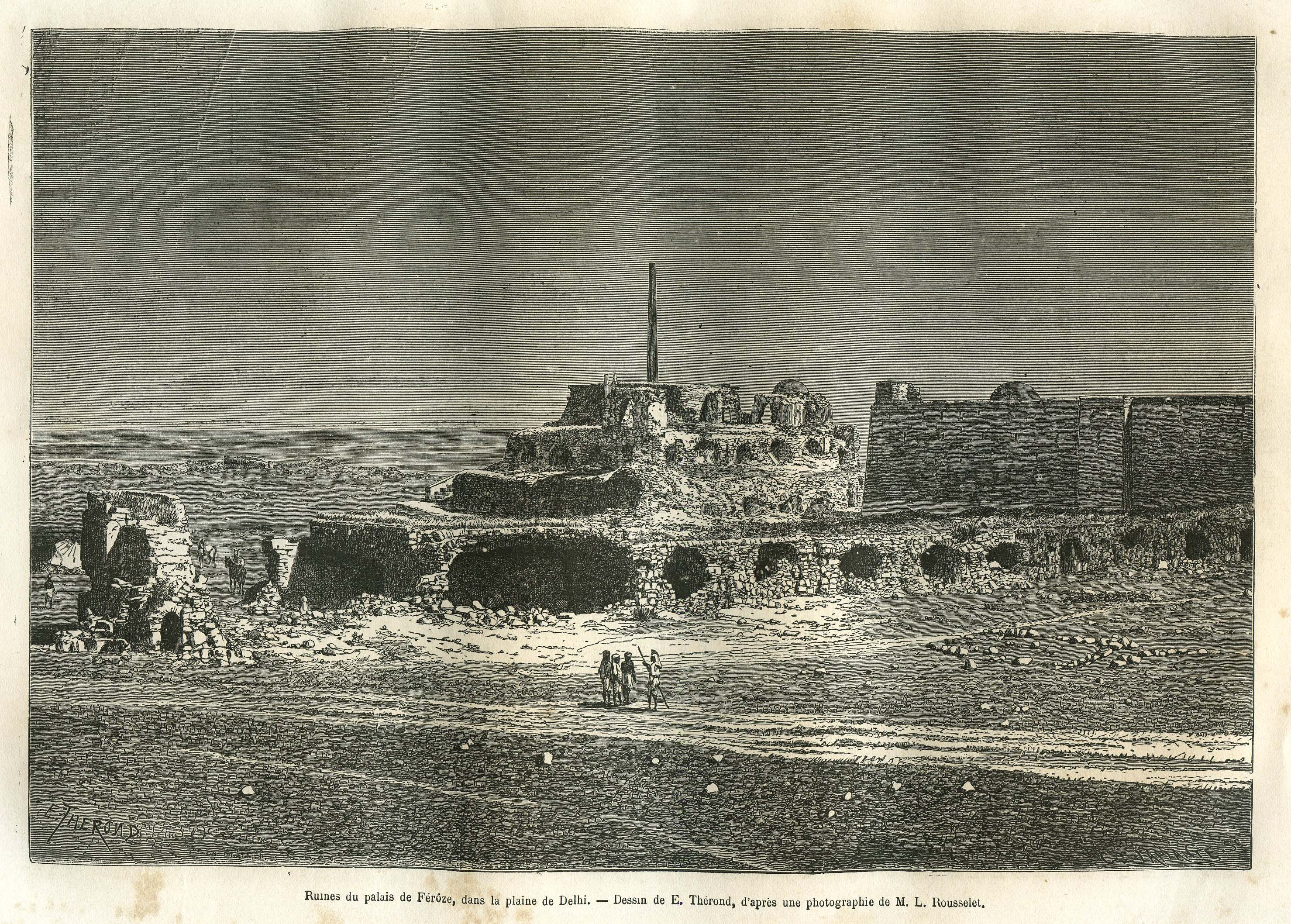
Palácio de Feroze, Planícies de Deli
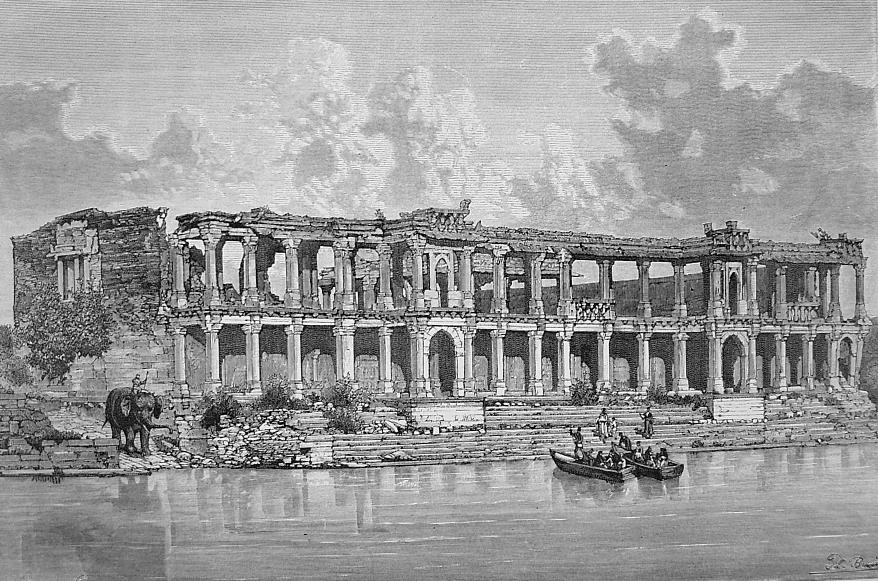
Sarkhej Roza, perto de Ahmedabad
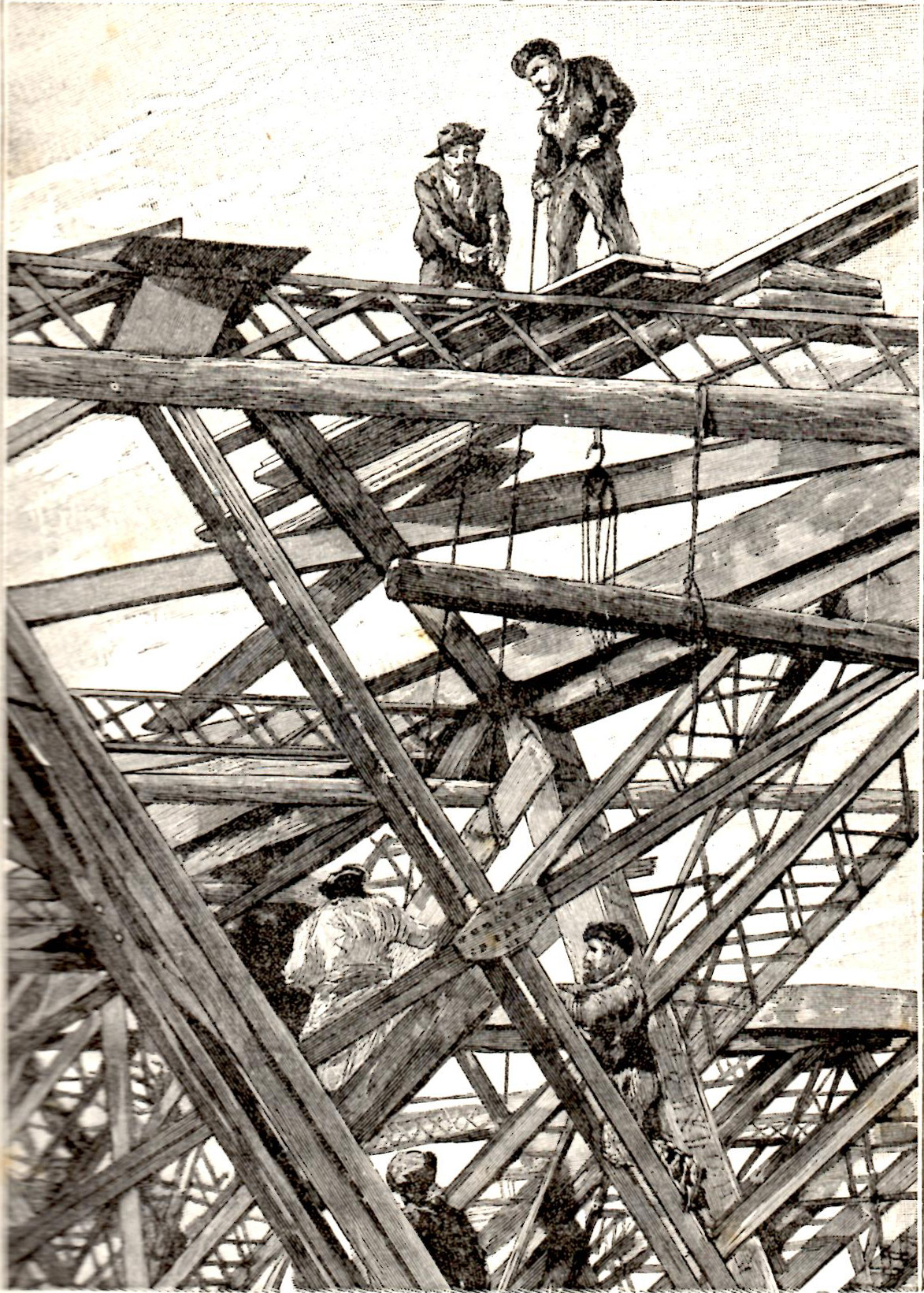
Trabalhadores montando a Torre Eiffel em 1889